# 格尼埃貝
格尼埃貝（法語：Guénéibe），是馬里的城鎮，位於該國西南部，由庫利科羅區的納拉省負責管轄，面積2,925平方公里，每年平均降雨量約400毫米，2009年人口7,668，人口密度每平方公里2.6人。